# Jacek Kęcik
Jacek Kęcik (ur. 11 stycznia 1958 w Warszawie, zm. 6 maja 2023) – polski reżyser i scenarzysta widowisk, programów telewizyjnych i teledysków oraz reklam. Ukończył studia na Wydziale Dziennikarstwa i Nauk Politycznych Uniwersytetu Warszawskiego oraz dramaturgię filmową na PWSTiF w Łodzi.
- 1975-1976 – aktor – postać Edka Kucykiewicza "Kucyka" w serialu telewizyjnym Wakacje / reż. Anette Olsen
- 1980-1981 – autor programów kabaretowych m.in. Jaś Niedoczekała - III nagroda VI Lidzbarskich Biesiad Humoru i Satyry 1981
- 1982-1983 – wcielony do wojska
- 1986-1987 – współpracownik literacki Krzysztofa Szmagiera przy serialu 07 zgłoś się (Zespół Filmowy Kadr)
- 1983-1989 – kotłowy w garbarni Romana Koprowicza w Łomiankach
- 1989-1991 – dyrektor artystyczny Odeon CMC, pierwszej firmy produkującej filmy reklamowe w Polsce
- 1991-1993 – dyrektor ITI Film Studio
- 1993-2001 – założyciel i prezes firm filmowo-posprodukcyjnych OTO, Orka, O’Kay
- Od 2004 roku związany pracą i przyjaźnią z Waldemarem Malickim i Bernardem Chmielarzem. Razem tworzyli Filharmonię Dowcipu.

## Wybrane programy i widowiska telewizyjne
- 1995 – scenariusz i reżyseria filmu muzycznego Raz, Dwa, Trzy na zlecenie Programu 1 TVP[2]
- 1997 – producent serialu TV pt. Zaklęta realizowanego na zlecenie Telewizyjnej Agencji Produkcji Teatralnej i Filmowej TVP[3]
- 1997-1998 – Twoja lista przebojów – cykliczny program muzyczny realizowany na zlecenie TVP1
- 1999 – Twoja Gwiazda – cykliczny program realizowany na zlecenie TVP1
- 2001-2004 – współautor i realizator kampanii promującej wejście Polski do UE (Unia bez tajemnic, Pytania o Unię) i referendum akcesyjnego[4][5]
- 2005 – Co tu jest grane – cykliczny program muzyczny realizowany na zlecenie TVP1 – program w finale festiwalu Rose d'Or[6][7]
- 2008 – Uroczysta Gala z okazji 90 rocznicy odzyskania niepodległości – Teatr Wielki[8]
- 2008 – Gala Złote Kaczki miesięcznika FILM[9]
- Gala Mistrzów Sportu 2005, 2006, 2007, 2008, 2009, 2010, 2011, 2012, 2013, 2015[10][11][12][13][14]
- Festiwal Piosenki Polskiej w Opolu w latach 1995, 1996, 1997, 1998, 1999, 2000, 2001, 2004, 2006, 2010[15][16][17][18][19][20][21]
- Sopot Festival w latach 2004, 2006[22][23]
- 2007, 2008, 2009 – "Wakacyjna Filharmonia Dowcipu" widowisko w ramach Mazurskiej Nocy Kabaretowej, realizowane na zlecenie TVP2[24]
- Laskowik & Malicki – cykliczny program rozrywkowy realizowany na zlecenie TVP2[25]
- 1997-2004 Wiktory – Gala wręczenia nagród Akademii Telewizyjnej, TVP1
- Teraz Polska – Gala wręczenia Godła Promocyjnego w latach 2002, TVP1
- Gabinet Terapii Ogólnej – cykliczny program rozrywkowy z udziałem kabaretu OT.TO, realizowany na zlecenie TVP1
- 2002-2003 – Tata Show – cykliczny program rozrywkowy realizowany na zlecenie TVP2
- Przeciąg – cykliczny program rozrywkowy realizowany na zlecenie TVP1

Widowiska sceniczne – Filharmonia Dowcipu ponad 200 przedstawień w największych salach koncertowych w Polsce, 23 koncerty Philharmonic Of Wit podczas Edinburgh Festival Fringe 2014.
Autor ok. 150 skeczy, miniatur literackich, tekstów piosenek, dialogów, chronionych przez ZAiKS.

## Nagrody
- III nagroda VI Lidzbarskich Biesiad Humoru i Satyry 1981
- Liczne nagrody za reżyserię, scenariusze filmów reklamowych na festiwalu Crackfilm w latach 1991-1999[26]
- Yach Film 1995 Nagroda za scenariusz filmu Raz Dwa Trzy
- Grand Prix VII Festiwalu Dobrego Humoru 2006